# Авраменко, Илья Владимирович
Илья́ Влади́мирович Авра́менко (родился 8 августа 1964 года, Волгоград) — российский сценарист и кинодраматург, выпускник ВГИК, член Союза кинематографистов с 1998 года.
Победитель конкурса на лучший сценарий (шестнадцатый международный фестиваль студенческих фильмов), победитель конкурса сценарных заявок киноконцерна «Мосфильм» (первый приз), конкурса сценариев жанрового фильма Госкино России (приз в номинации «авантюрные приключения») и конкурса сценариев СК Белоруссии (третий приз).

## Фильмография
Илья Авраменко является автором сценариев следующих фильмов:
1 «Блюстители порока» — цикл полнометражных телевизионных художественных фильмов к 100-летию Альфреда Хичкока, Студия «Прентисс-продакшн» при участии Одесской киностудии. Режиссёр-постановщик В. Ноздрюхин-Заболотный. Автор сценариев фильмов «Обратный эффект», «Дело чести», «Издержки воображения», «Расплата длиною в вечность», «Если бы не было тебя, мама». Автор вступительных текстов.
2 «Нина» — телевизионный сериал, мелодрама, 8 серий, формат серии 52 минуты. REN-TV. Режиссёры-постановщики В. Усков и В. Краснопольский. Продюсеры И. Лесневская, Д. Лесневский.
3 «Солнечный удар» — полнометражный художественный фильм, военный детектив. Студия «Кворум». Продюсер и режиссёр-постановщик Рудольф Фрунтов.
диплом кинофестиваля «Виват кино России» — 2003 г. С.-Петербург
4 «Летний дождь» (при участии, совместно с Александром Атанесяном и Виталием Гулмасяном) — полнометражный художественный фильм, мелодрама. «Ангел-фильм», «НТВ-Профит». Режиссёр-постановщик Александр Атанесян.
Номинация на Национальную премию «Золотой Овен», 2002 год.
5 «S.O.S.» («Дорогие мои») — полнометражный художественный фильм, драма, фонд М.Калатозова и «Фортуна-Фильм XXI», продюсер М. Калатозишвили, режиссёр-постановщик Андрей Хорошев (отстранен).
6 «Француз» — телевизионный двухсерийный художественный фильм, лирическая комедия, ТВС, ОРТ, режиссёр-постановщик Вера Сторожева.
Финалист ТЭФИ-2004, номинация «лучший телевизионный художественный фильм, мини-сериал».
Финалист «Золотой Орёл»-2004, номинация «лучший телевизионный художественный фильм, мини-сериал».
Фильм вошёл в десятку самых популярных художественных фильмов российской аудитории (TNS Gallup Media)
7 «Человек-амфибия» — по мотивам повести А. Беляева, телевизионный мини-сериал, фантастический триллер, 4 серии, формат серии 44 минуты. Телеканал РТР, Рекун-фильм, продюсер В. Тодоровский, режиссёр-постановщик А. Атанесян.
8 «Честь имею» (совм. с А. Константиновым, Б. Подопригорой, С.Щербаковым) — телевизионный художественный фильм, военная драма, 4 серии, формат серии 52 минуты, продюсер В. Бортко, режиссёр-постановщик В. Бутурлин.
Лауреат премии ТЭФИ-2004, номинация «лучший телевизионный художественный фильм, мини-сериал».
Лауреат премии «Золотой Орел»-2004, номинация «лучший телевизионный художественный фильм, мини-сериал».
9 «Золотой телёнок» — экранизация романа И. Ильфа, Е. Петрова «Золотой теленок», комедия, 8 серий, формат серии 52 минуты, студия «Централ партнершип», продюсер Р. Дишдишян, режиссёр-постановщик У. Шилкина.
10 «Моя родня» — телевизионный сериал, комедия ситуаций, формат серии 24 минуты. Серии: «Химия и жизнь», «Вождь краснокожих», «Полный вперед», «Без права на провал», «Безрассудный поступок», «Окончательный диагноз», «Профессионалы», «Смерть сапрофитам», «Генерал Дездемона», «Авто для бабули». ТНТ, «Мотор-фильм», режиссёр-постановщик Д. Фикс.
11 «Капитан» (в прокате «Первый после Бога», под псевдонимом Николай Капитанов) — полнометражный художественный фильм, военная драма, телеканал РТР, фонд Михаила Калатозова, «Фортуна-Фильм XXI», режиссёр-постановщик В. Чигинский.
12 «Люби меня» (при участии В. Сторожевой) — телевизионный двухсерийный художественный фильм. Лирическая комедия. Студия «СВ-АУРУМ», телеканал НТВ, продюсеры А. Левин, В. Сторожева, режиссёр-постановщик Вера Сторожева.
13 «Карамболь» («Наташино счастье») — телевизионный сериал, мелодрама, 16 серий, формат серии 45 минут. Студия «Пирамида», продюсер С. Сендык, режиссёры-постановщики В. Дмитриевский, Н.Гейко.
14 «Медвежья охота» — полнометражный художественный фильм и 4 телевизионные серии, формат серии 44 минуты. По повести П. Катериничева. Студия «BFG-Media-Production», продюсеры Р. Шульгина, Н. Соловьева, режиссёр-постановщик Валерий Николаев
15 «Близкий враг» («Убить короля») (при участии, совместно А. Атанесяном) — полнометражный художественный фильм. Студия Walt Disney Studios Motion Pictures International, Sony Pictures Releasing International (SPRI), «Ангел-фильм». Генеральные продюсеры М. Шлихт и П. Хет, продюсер А. Атанесян, режиссёр-постановщик А. Атанесян.
16 «Закон и порядок» — адаптация телевизионного сериала «LAW AND ORDER», автор и руководитель сценарной группы, 72 серии, формат серии 52 минуты. Студия «2B» по заказу телеканал НТВ. Продюсеры П. Корчагин, Ф. Клейман, режиссёры-постановщики Д. Брусникин, Г. Николаенко.
17 «Золото скифов» (при участии Романа Хруща) — телевизионный сериал, 14 серий, формат серии 44 минуты. По мотивам повести Н. Колчиной «Золото скифов». Продюсеры Н. Соловьева, Р. Шульгина, режиссёры-постановщики С. Лялин (отстранен), В. Нахабцев.
18 «Заградотряд» (продюсерское название «Соло на минном поле». Под псевдонимом Илья Пишипропало) — мини-сериал, 4 серии, формат серии 44 минуты, военная драма. Студия «Народное кино», продюсер Е. Зобов, режиссёр-постановщик В. Донсков.
Автор использовал кричащий псевдоним из-за произвола режиссёра и продюсера, авторитарно, за спиной автора, внесших в утверждённый студией сценарий ряд изменений, разрушивших ткань произведения, и, соответственно, крайне низкого художественного уровня получившегося фильма.
19 «Голоса» (Участие. Автор 4-х сюжетов, соавтор сценария серии «Пропавший игумен») — телевизионный сериал, 17 серий, психологический детектив, ООО «Студия Русский проект» для ОРТ, продюсеры К. Эрнст, Д. Евстигнеев. Режиссёры-постановщики Н. Джорджадзе, А.Хван
20 «Братия» (совм. с Д. Дюжевым) — короткометражный художественноый фильм. Студия «Параман фильм». Продюсер С. Еремеева, В. Пискунов. Режиссёр-постановщик Д.Дюжев (дебют), оператор-постановщик О. Лукичев.
фестиваль АРТКИНО, 2011. Спецприз жюри.
21 «Кодекс чести-5» — телевизионный сериал, автор сценариев фильмов:
— «Новый»
— «Джокер»,
— «Генеральская охота»,
— «Ученый».
Студия «2B» по заказу телеканал НТВ. Продюсеры П. Корчагин, Ф. Клейман. Режиссёр-постановщик Г. Николаенко.
22 «Пока ещё жива» (совм. с А. Атанесяном) — полнометражный художественный фильм. Студия «Ангел-фильм». Продюсеры Р. Будко, А. Атанесян. Режиссёр-постановщик А. Атанесян, оператор-постановщик У. Хамраев
23 «Батальонъ» — полнометражный художественный фильм. Студия «Corner Work», «Columbia Pictures» Генеральные продюсеры Игорь Угольников, Фёдор Бондарчук. Режиссёр-постановщик Дмитрий Месхиев. Оператор-постановщик Илья Авербах.
— Приз за лучший сценарий Международный кинофестиваль в Мумбаи Navi Mumbai International Film Festival Индия 2015
— Приз за лучший сценарий Международный фестиваль военного кино имени Ю. Н. Озерова 2015
— Приз за лучший сценарий International Euro Film Festival Испания 2016
Лучший фильм:
— Платиновая награда Asia Pacific Platinum Award на Азиатско-Тихоокеанском Международном кинофестивале в Джакарте (APIFA).
— Лучший фильм Международный кинофестиваль в Мумбаи Navi Mumbai International Film Festival 2015
— Лучший иностранный фильм Международный кинофестиваль Bridge Film Fest Косовска Митровица 2015
— Лучший иностранный фильм (Best International Narrative Feature Film) Catalina Film Festival 2015
— Гран-При Международный фестиваль военного кино имени Ю. Н. Озерова 2015
— Лучший драматический фильм Международный кинофестиваль iFilmmaker International Film Festival Марбелья 2015
— Лучший фильм Международный кинофестиваль во Флориде (Hollywood Florida Film Festival USA)2016
— Приз большого жюри за лучший фильм Международный кинофестиваль во Флориде (Hollywood Florida Film Festival USA)2016
— Лучший фильм(BEST MOVIE) International Euro Film Festival On Line (Испания) 2016.
— Гран-при «Быстрый лев» (Rapid Lion)(африканский Оскар) 1-й Международный кинофестиваль стран БРИКС (The South African International Film Festival) Йоханесбург (ЮАР)2016
24 «Дальнобойщик» (авторское название «Федюнчик и контрабас») — телевизионный двухсерийный художественный фильм, по заказу НТВ, продюсер Влад Сыч.
25 "Операция «Мухаббат» (совм. с А. Житковым и др.) — телевизионный сериал, по заказу ВГТРК, кинокомпания Star Media, генеральный продюсер В. Ряшин, режиссёр-постановщик А. Сидоров
26 « Прыжок Богомола» — телевизионный четырехсерийный художественный фильм, по заказу ВГТРК, студия «Калейдоскоп-фильм», продюсеры А. Кретов, Д. Агневский, режиссер-постановщик В. Балкашинов
- Ряд документальных и документально-игровых фильмов.